# Країни-ізгої
Країни-ізгої (англ. rogue states —«держави-лиходії» або англ. pariah states —«держави-парії») — міжнародно ізольовані світовою спільнотою політичні режими (та відповідні держави).

## Критерії
Поняття rogue states закріпилося в американській політичній лексиці в 1990-ті роки для позначення державних (політичних) режимів, які розглядаються як антинародні, диктаторські та такі, що представляють загрозу миру, терористичні. Використання цього поняття поширилося у лексиці більшості демократичних країн вільного світу.
Зміст цього визначення розкривається, зокрема, у документі «Стратегія національної безпеки. Вересень 2002» (Стратегія національної безпеки США). Згідно з цим документом «країни-ізгої» (англ. rogue states) характеризуються тим, що правлячі режими цих країн:
- жорстоко поводяться з власним народом, розбазарюють національні ресурси заради особистої вигоди правителів;
- демонструють неповагу до міжнародного права, загрожують сусідам, холоднокровно порушують підписані міжнародні угоди;
- намагаються отримати доступ до зброї масового ураження та іншої передової військової технології для використання як загрози або реальної агресії;
- надають допомогу тероризму в глобальному масштабі;
- відкидають базові людські цінності[1].

## Використання
На момент появи виразу «країни-ізгої» на початку 1990-х — список таких держав включав КНДР, Ірак, Іран, Афганістан (за правління талібів), Кубу, Лівію, М'янму, Сирію, Судан.
Зміна політичних режимів, що відбулася внаслідок антидиктаторських народних повстань та громадянської війни в Афганістані, Іраку та Лівії, призвела до того, що США виключили ці країни зі списку.
Зазвичай, до країн-ізгоїв журналісти та політологи зараховують або зараховували такі країни: Іран, Венесуела, Лівія, Сирія, КНДР, Білорусь, М'янма, Болівія, Куба, Зімбабве, Судан, Сомалі.
Наприкінці 1990-х адміністрацією тодішнього американського президента Білла Клінтона вживався більш політкоректний вираз — «держави, що викликають тривогу» (англ. State of concern), однак при Джорджі Буші та Кондолізі Райс знову почало вживатися колишній вираз.

## Критика
Деякі критики зовнішньої політики США, наприклад, Ноам Чомскі і Жак Дерріда, стверджували, що це формулювання носить пропагандистський характер.